# Rio Aron (Hășdate)
O Rio Aron é um rio da Romênia afluente do rio Hăşdate, localizado no distrito de Cluj.